# Чешки кубизам
Чешки кубизам (често назван кубо-експресионизам )  је био авангардни уметнички покрет чешких заговорника кубизма, који је био активан углавном у Прагу од 1912. до 1914. године. Праг је био можда најважнији центар кубизма ван Париза пре почетка Првог светског рата.

## Чланови
Припадници овог покрета схватили су епохални значај кубизма Пабла Пикаса и Жоржа Брака и покушали да извуку његове компоненте за сопствени рад у свим гранама уметничког стваралаштва: вајарству, сликарству, примењеној уметности и архитектури.
Најистакнутији учесници овог покрета били су сликари Франтишек Купка (чија су интересовања била више укорењена у апстракцији), Емил Фила, Бохумил Кубишта, Антонин Прохазка, Винценц Бенеш и Јосеф Чапек, вајар Ото Гутфројнд, писац Карел Чапек и архитекте Павел Јанак, Јосеф Гочар, Властислав Хофман и Јосеф Хохол. Многи од ових уметника били су чланови Манесове уније лепих уметности. До велике поделе у чешкој архитектури дошло је после 1912. године када су се многи млади авангардни уметници око Јана Коћера и његовог круга одвојили од Удружења Манеса. Ови млађи архитекти су били више идеалистички у својим погледима и критиковали су строги рационализам својих предака, Ота Вагнера и Коћера. Јанак, Гочар и Хофман основали су групу Skupina výtvarných umĕlců (Група пластичних уметника) и основали часопис за групу, Umĕlecký mĕsíčník (Уметнички месечник).
Након оснивања Чехословачке 1918. године, архитектонски чешки кубизам се постепено развио у чешки рондокубизам, који је био више декоративни, јер је био под утицајем традиционалних народних орнамената како би се прославило оживљавање чешке националне независности.

## Концепт
Чешки кубисти разликују свој рад кроз конструкцију оштрих врхова, равних пресека и кристалних облика у својим уметничким делима. Ови углови су омогућили чешким кубистима да уграде свој заштитни знак у авангардну уметничку групу модернизма. Веровали су да предмети носе сопствену унутрашњу енергију која се може ослободити само цепањем хоризонталних и вертикалних површина које ограничавају конзервативни дизајн и „занемарују потребе људске душе“. Био је то начин да се одустане од типичне уметничке сцене раних 1900-их у Европи. Ово је еволуирало у нови уметнички покрет, који се генерално назива кубо-експресионизам; комбинујући фрагментацију форме виђену у кубизму са емоционализмом експресионизма.

## Историја
Чешки кубизам се развио између 1911. и 1914. Био је то савремени развој функционализма који су генерисали архитекте и дизајнери у Прагу. Петнаест година касније, први концепт самог кубизма је отписан као декоративна сврха, замена сецесионизма и погрешног одласка у „естетизам“ и „индивидуализам“. Напротив, био је то револт против традиционалних вредности реализма.
Чешки кубизам је прво био прикривен Модерним покретом и маскиран естетским диктатима стаљинистичке и постстаљинистичке културе у Чехословачкој. После Плишане револуције 1989. и постмодерне привлачности украса и декорације, дошло је до пораста фасцинације у чешкој култури и њеним сопственим јединственим облицима кубизма. Чешки кубизам се парадоксално развио као производ чешког буржоаског богатства и као авангардно одбацивање сецесионистичких дизајнера као што су Ото Вагнер и Јан Коћера. Архитекте као што су Јосеф Хохол и Павел Јанак осмислили су спиритуалистичке филозофије дизајна и динамички идеал планарне форме изведен из кубистичке уметности. Како се кубизам ширио европским континентом почетком 20. века, његов највећи утицај данас се може видети у Чешкој. Пирамидалне и кристалне форме биле су један од препознатљивих принципа у чешком кубизму који је уграђен у архитектуру, намештај и примењену уметност.

## Изложбе
Музеј декоративне уметности у Прагу користи Кућу Црне Мадоне као стални изложбени простор чешке кубистичке уметности.

## Галерија

### Сликарство и скулптура
- Бохумил Кубишта, 1911, Двојник
- Антонин Прохазка, 1911, Прометеј
- Национална галерија Праг
- Јосеф Чапек, 1920, Афрички краљ, Национална галерија Праг
- Ото Гутфројнд, 1912–13, Челиста, Музеј Кампа, Праг

### Архитектура
- Палата Дијамант Емила Краличека (1912–1913)
- Лук са барокном статуом, поред палате Дијамант
- Фасаде Отакара Новотног
- Кубистичка стамбена зграда, Вишехрад, Јосеф Хохол (1913–1914)
- Терме у Лазње Бохданечу Јозефа Гочара (1911–1913)
- Коваровичова вила код Чохола (1912–1913)
- Коваровичова вила, улична страна
- Кубистичка зграда Хохола
- Вила Бауер, Гочар (1912–1914)
- Кубистичка капела Краличека (1913–1914)